# Japans curlingteam (gemengd)
Het Japanse curlingteam vertegenwoordigt Japan in internationale curlingwedstrijden.

## Geschiedenis
Japan nam voor het eerst deel aan een groot toernooi tijdens het WK voor gemengde landenteams van 2015 in het Zwitserse Bern. De Japanse ploeg verloor diens openingswedstrijd tegen Estland en beëindigde het toernooi met drie winst- en vijf verliespartijen. Een jaar later in het Russische Kazan wist Japan de play-offs te bereiken. Het verloor van Zweden in de kwartfinale en werd gedeeld vijfde. Latere jaren gingen weer wat minder maar in 2022 haalde Japan nogmaals de play-offs. Nu was het Zwitserse curlingteam te sterk in de kwartfinale, wederom gedeeld vijfde. In 2023 idem, verloren van Spanje. Het beste resultaat behaalde Japan in 2024, een zilveren medaille. Het Japanse team verloor de finale van Zweden met 5 - 4.

## Japan op het wereldkampioenschap
| Jaar | Plaats | Skip              | WG | W | V | PV | PT |
| ---- | ------ | ----------------- | -- | - | - | -- | -- |
| 2015 | 22     | Hiroaki Kashiwagi | 8  | 3 | 5 | 42 | 49 |
| 2016 | 5      | Mayumi Okutsu     | 6  | 6 | 2 | 50 | 33 |
| 2017 | 20     | Nobuaki Yamaguchi | 6  | 3 | 3 | 32 | 37 |
| 2018 | 21     | Taisei Kanai      | 7  | 4 | 3 | 41 | 43 |
| 2019 | 18     | Takumi Maeda      | 7  | 4 | 3 | 48 | 32 |
| 2022 | 5      | Kai Tsuchiya      | 10 | 7 | 3 | 70 | 48 |
| 2023 | 5      | Kawano Kantaro    | 10 | 7 | 3 | 62 | 55 |
| 2024 | 2      | Hinako Hase       | 10 | 7 | 3 | 70 | 38 |